# Among My Swan
Albums de Mazzy Star
So Tonight That I Might See
Among My Swan est le troisième album du groupe Mazzy Star. Toutes les chansons ont été écrites par Hope Sandoval et David Roback. Il a été publié par le label Capitol Records.

## Titres
1. Disappear
2. Flowers In December
3. Rhymes Of An Hour
4. Cry,Cry
5. Take Everything
6. Still Cold
7. All your Sisters
8. I've Been Let Down
9. Roseblood
10. Happy
11. Umbilical
12. Look On Down From The Bridge